# ブロードウェイ・ミュージックシアター
ブロードウェイ・ミュージックシアター（Broadway Music Theatre　略称：BMT）は東京ディズニーシーのアメリカンウォーターフロントにある劇場である。
外観はニューヨークのブロードウェイにあるニュー・アムステルダム劇場をモチーフにしている（現在、ニューアムステルダム劇場は改装され近代化されているが、ブロードウェイ・ミュージックシアターは改装される前の創設時のニューアムステルダム劇場をモチーフにしている）。
外装、内装共にとても豪華な作りで、アメリカンウォーターフロントのニューヨークの街並みに溶け込んでいる。また、建物の側面の上部にはミュージカル「アイーダ」のポスターが描かれている。
スポンサーは日本航空。座席数は1階2階合わせて1,500席ある。

## 公演内容
ブロードウェイ・ミュージックシアターで開催された（現在、開催中を含む）公演を以下に記す。
- アンコール! （2001年9月4日〜2006年7月4日）
- ビッグバンドビート （2006年7月14日〜2025年9月30日）

### 特別ショー
- デリシャスデイズ・スペシャルコンサート
  - 小林桂 （2003年2月14日）
  - ケイコ・リー （2006年3月14日）
- ファンダフル・ディズニー メンバーズパーティー （2005年以降毎年夏休み期間に実施。） ※ファンクラブ会員限定のショー
- バレンタイン・ナイト (2008〜 バレンタインデー時期のみ)[1]
- 七夕ウィッシング (2014年、2015年)
- ショータイム・フレンズ （2009年8月13日〜2009年8月17日）
- 浦安市成人式（2021年から。例年は東京ディズニーランドのショーベースにて行われるが、本会場での代替開催となった。また、2021年は同年1月11日の成人の日に開催予定としていたが、新型コロナウイルスの感染拡大により、同年3月7日に延期となった）　※浦安市の新成人限定。成人式限定のショーも開催される[2][3][4]。
- 音楽の日2023『東京ディズニーリゾート　スペシャルパフォーマンス』（2023年7月15日、東山紀之、中島健人、Travis Japanの3組がシング・シング・シングを披露予定）

この他、企業や団体の貸し切りによるイベントが開催されることもある。

## 劇場内のサービス施設
劇場内(入って右手側)に次のサービス施設がある。
- レストルーム(男性,女性,多目的用個室)
- おむつの交換用ベッド

設立当初は、公衆電話もあったが、現在では撤去されている。